# Aulacorhynchus derbianus
Il tucanetto codacastana (Aulacorhynchus derbianus Gould, 1835) è un uccello della famiglia dei Ranfastidi.

## Distribuzione e habitat
La specie è diffusa in Ecuador, Colombia, Perù e Bolivia.